# Busan Tower
Vista da Busan Tower
A Busan Tower é uma torre de 120 metros de altura situada no Parque Yongdusan, em Jung-gu, Busan, na Coreia do Sul.
A Busan Tower foi construída em 1973. É usada apenas para fins de entretenimento e não tem qualquer equipamento transmissor de rádio e televisão, ao contrário da maioria das torres de observação. O deque possui uma vista panorâmica e um pequeno café, acessível somente durante o horário de trabalho através de dois elevadores de alta velocidade. A base da torre está interligada com algumas galerias e lojas de suvenires.